# Winfried Klepsch
Winfried Klepsch (* 22. Mai 1956 in Remscheid) ist ein ehemaliger deutscher Weitspringer.
Bei den Leichtathletik-Europameisterschaften 1978 in Prag schied er in der Qualifikation aus. 1980 gewann er mit 7,98 m Gold bei den Halleneuropameisterschaften in Sindelfingen. Bei den Halleneuropameisterschaften 1981 schied er in Grenoble im Vorkampf aus.
1978 und 1984 wurde er Deutscher Vizemeister, 1981 Deutscher Hallenmeister.
Winfried Klepsch startete für den TV Wattenscheid 01. Nach seiner aktiven Sportlaufbahn war er Bundestrainer der spastisch gelähmten Leichtathleten.

## Persönliche Bestleistungen
- Weitsprung: 8,00 m, 17. Juni 1984, Stuttgart
  - Halle: 8,21 m, 7. Februar 1981, Sindelfingen